# Pensée des rochers
Viola saxatilis
Espèce
Classification phylogénétique
La Pensée des rochers (Viola saxatilis) est une espèce de plantes à fleurs de la famille des Violaceae.

## Répartition
On trouve l'espèce en France. Par exemple, on trouve la sous-espèce Viola saxatilis subsp. curtisii (la violette de Curtis) sur le Mont Saint-Frieux sur la Côte d'Opale au bord de la Manche.